# أنطونيو كراستيف
أنطونيو كراستيف (بالبلغارية: Антонио Кръстев)‏ هو رباع بلغاري، ولد في 10 أكتوبر 1961 في هاسكوفو في بلغاريا.